# 山戸未夢
山戸 未夢（やまと みゆ、1995年6月13日 - ）は、北海道札幌市出身の日本の女子プロゴルファーである。所属は三印三浦水産。Instagram
礼儀の正しさと愛嬌たっぷりの笑顔で多くのファンを獲得している。プレー中、ミスショットをしても怒りや悲しみの感情は見せず終始楽しそうにしているところから非常に温厚な性格と見られる。プレー後のファン対応も好評。通算12回のホールインワン、2回のアルバトロスを果たしている。
2014年プロテスト合格後LPGAツアーに9年連続で出場した。2021年より東京都内にてレッスン活動も行っている。イベントやメディア出演も多く、ゴルフTV番組やYouTube出演、TVCMの出演をしている。
好きな色は紺色と水色。趣味はゲーム。幼少期からゲームの英才教育を受けておりプレイしたことがないゲーム機はない。ドラゴンクエストシリーズが特に好き。他には龍が如くやペルソナを中心にRPG系ソフトをメインにプレイしている。ドラゴンクエストRTAやテトリス、PUBGをはじめとする様々な大会への出場経験もあり数多くの入賞を果たしている。休みの日はほとんどの時間ゲームをして過ごしているようだ。PS5を遠征に持ち歩きプレイするほどである。一時期はゲーミングチームに所属していたそうだが公表はしていない。人気ゲーム実況者との交流も多いため事実であるとみられる。
テニスやバドミントン、卓球等様々なスポーツが得意で運動神経は抜群。
ゴルフだけではなく幅広く様々な分野での才能を持っている。IQや偏差値も高くまさに文武両道である。
大好物はチョコレートとみかん。毎日チョコレートのみを食べて生活しているなど偏食な一面もある。代表的な苦手な食べ物はパプリカ、卵の黄身(固まったもの。半熟は食べられる)、豚肉。その他多数有り。
好きなミュージシャンはking gnu。ファンクラブ(clubgnu)に入会している。Srv.Vinci時代からのファンである。箱推しではあるが井口理の大ファンである。
その他にも粗品(霜降り明星)のファンであり、一部ではYouTube配信初期からの古参太客であると噂されている。酒袋でもあるとのこと。
手先が非常に器用で極小折り鶴を作成できる。
英語と韓国語が話せる。

## 経歴
札幌光星高等学校卒業。
レッスンプロの父の影響で10歳からゴルフを始める。
小学校4年生だった2005年から「北海道ジュニアゴルフ選手権競技」に連続して出場し、「11歳以下の部」優勝1回（2007年）、「12歳から14歳の部・女子」優勝2回（2008年、2010年）、「15歳から17歳の部・女子」3連覇（2011年 - 2013年）の成績を残す。
高校卒業後の2014年7月、LPGA最終プロテストに進出し初出場で合格。LPGA86期生となる。同年はステップ・アップ・ツアー（以下ステップ）4試合、LPGAツアー（以下ツアー）1試合に出場。同年のクォリファイングトーナメント（以下QT）はサードQTのA地区83位でファイナルに進出出来なかった。
2015年から三印三浦水産所属。同年ステップ10試合出場、ファイナルQT90位。
2016年はステップ15試合、ツアー3試合に出場。サードQTのA地区で57位でファイナルに進めず。
2017年はステップ16試合、ツアー5試合に出場。ファイナルQT83位。
2018年5月のステップ第7戦となった「ダイクレレディースカップ」において下部ツアーながらプロ初優勝。最終的にステップ16試合、ツアー2試合に出場。ファイナルQTでは自身最高位となる8位となった。
QTランキング8位で前半戦のツアー出場資格を保持した2019年は、「第1回リランキング」で38位となり、シーズン中盤戦も参戦する権利を得た。